# Campeonato Mundial de Piragüismo en Aguas Tranquilas de 1938
El I Campeonato Mundial de Piragüismo en Aguas Tranquilas se celebró en Vaxholm (Suecia) en el año 1938 bajo la organización de la Federación Internacional de Piragüismo (ICF) y la Federación Sueca de Piragüismo.
Las competiciones se realizaron en las aguas del mar Báltico, que rodea a la isla de Vaxholm, perteneciente al archipiélago de Estocolmo.

## Medallistas

### Masculino
| Evento               | Oro                                                                    | Plata                                                        | Bronce                                                                          |
| -------------------- | ---------------------------------------------------------------------- | ------------------------------------------------------------ | ------------------------------------------------------------------------------- |
| K1 1000 m            | Karl Widmark · Suecia                                                  | Helmut Cämmerer Alemania                                     | Gregor Hradetzky Alemania                                                       |
| K2 1000 m            | Helmut Triebe Hans Eberle Alemania                                     | Kurt Boo · Hans Berglund · Suecia                            | Poul Larsen Vagn Jørgensen Dinamarca                                            |
| K4 1000 m            | Ernst Kube Heini Brüggemann Ernst Strathmann Heine Strathmann Alemania | Hans Rein Josef Reidel Albert Schorn Karl Aulenbach Alemania | Roland Karlsson · Göte Carlsson · Gunnar Johansson · Berndt Berndtsson · Suecia |
| K1 10 000 m          | Karl Widmark · Suecia                                                  | Czesław Sobieraj · Polonia                                   | Egon Nilsson · Suecia                                                           |
| K2 10 000 m          | Gunnar Johansson · Berndt Berndtsson · Suecia                          | Helmut Triebe Hans Eberle Alemania                           | Adolf Kainz Karl Maurer Alemania                                                |
| K1 plegable 10 000 m | Arne Bogren · Suecia                                                   | Kamill Balatoni Hungría                                      | Günter Nowatzki Alemania                                                        |
| K2 plegable 10 000 m | Carl-Gustav Hellstrandt · Erik Helsvik · Suecia                        | Sven Johansson · Erik Bladström · Suecia                     | Kurt Kreh Johann Fuchs Alemania                                                 |
| C1 1000 m            | Otto Neumüller Alemania                                                | Hans Wiedemann Alemania                                      | Bohumil Sládek Checoslovaquia                                                   |
| C2 1000 m            | Rupert Weinstabl Karl Proisl Alemania                                  | Bohuslav Karlík Jan Brzák-Felix Checoslovaquia               | Václav Mottl Zdeněk Škrland Checoslovaquia                                      |
| C2 10 000 m          | Bohuslav Karlík Jan Brzák-Felix Checoslovaquia                         | Rupert Weinstabl Karl Proisl Alemania                        | Christian Holzenberg Heinz Jürgens Alemania                                     |

### Femenino
| Evento   | Oro                                             | Plata                                        | Bronce                              |
| -------- | ----------------------------------------------- | -------------------------------------------- | ----------------------------------- |
| K1 600 m | Maggie Kalka · Finlandia                        | Maj-Britt Bergqvist · Suecia                 | Bodil Thirsted Dinamarca            |
| K2 600 m | Marta Pavlisová Marta Zvolanková Checoslovaquia | Josefa Lehmenkühler Elisabeth Kropp Alemania | Ruth Lange Bodil Thirsted Dinamarca |

## Medallero
| Núm. | País           | Oro | Plata | Bronce | Total |
| ---- | -------------- | --- | ----- | ------ | ----- |
| 1    | Suecia         | 5   | 3     | 2      | 10    |
| 2    | Alemania       | 4   | 6     | 5      | 15    |
| 3    | Checoslovaquia | 2   | 1     | 2      | 5     |
| 4    | Finlandia      | 1   | 0     | 0      | 1     |
| 5    | Hungría        | 0   | 1     | 0      | 1     |
| 5    | Polonia        | 0   | 1     | 0      | 1     |
| 7    | Dinamarca      | 0   | 0     | 3      | 3     |
|      | TOTAL          | 12  | 12    | 12     | 36    |